# Chitato
Chitato – miasto w Angoli, w prowincji Lunda Północna.